# 阿列克谢·因诺肯季耶维奇·安东诺夫
阿列克谢·因诺肯季耶维奇·安东诺夫（羅馬化：Aleksey Innokent'yevich Antonov；1896年9月28日—1962年6月18日），苏联军事家、大将。二战中担任苏军副总参谋长（1942年—1945年），总参谋长（1945年—1946年），长期负责苏军总参谋部的日常工作。1945年6月4日因在整个苏德战争中的战役策划与参谋部工作获得苏联最高军功章胜利勋章，也是唯一一位非蘇聯元帥軍階而獲得此勳章的蘇聯軍人。

## 早年
1896年，阿列克谢·安东诺夫生于俄罗斯帝国格罗德诺（今属白俄罗斯）的克拉珊人（东正教化的伏尔加鞑靼人）家庭，父亲是一名炮兵连长。1904年安东诺夫家搬到了今属乌克兰的奧斯特羅赫，进入当地的语法学校就读，夏天则跟父亲出外露营。1908年父亲去世。1914年全家搬往彼得堡投奔母亲的亲属。1915年母亲去世，父亲的年金停发，刚从高中毕业考入彼得堡大学的安东诺夫被迫辍学，入工厂做工。

## 1916-1932年
1916年安东诺夫应征入伍，年底从帕维尔军事学校加强班毕业，获准尉衔，被分配到西南方面军第八军，担任狙击任务。1917年7月头部受伤，到后方治疗，因作战英勇获得圣安娜勋章。1917年安东诺夫组织部下参与了粉碎科尔尼洛夫叛乱的战斗。1918年进入预备役，到彼得格勒森林研究所工作。1919年4月加入了苏联红军，任南方面军莫斯科工人第1师副参谋长，参与保卫卢甘斯克。5月底邓尼金率军攻占卢甘斯克后，该师被解散，安东诺夫到第15师任职。1920年1月起红军开始反攻，3月底收复新罗西斯克，安东诺夫被提拔为15师所属45旅的参谋长。11月初，45旅夜渡锡瓦什湖，建立了通向塞瓦斯托波尔的登陆场，制定战斗方案的安东诺夫得到了伏龙芝的表扬。
1921年，第45旅转为“劳动状态”，在南乌克兰等地进行农业劳动。在同一级别的军官上，安东诺夫是接受军事教育最少的，这让他有了进入军校学习的想法，但他的能力很受亚基尔的赏识，所以直到1928年他才进入伏龙芝军事学院。1931年3月，他毕业后到驻科罗斯坚的第46步兵师担任参谋长，在任期间狠抓部队的训练。1932年秋他又进入伏龙芝军事学院新成立的战役系学习，第二年以优秀成绩毕业。

## 军区和方面军参谋长
1935年安东诺夫任哈尔科夫军区参谋长，参与组织了动用了大量新式武器的1935年战略演习，这次演习确立了大纵深作战理论的地位，演习后伏罗希洛夫对安东诺夫进行了表彰。1936年，40岁的安东诺夫进入新成立的红军总参谋部军事学院深造，接受一批持大纵深理论的教授的教导，同学有华西列夫斯基、沃罗诺夫、瓦图京、巴格拉米扬等日后名将。
1937年6月安东诺夫被伏罗希洛夫提升为莫斯科军区参谋长。1938年12月起安东诺夫到伏龙芝军事学院任职，转向教学和研究工作，他非常看重德国军队在西班牙内战中的表现，分析了从开战到结束德军的战术变化。1940年6月获少将军衔。1941年3月接替升任总参谋部作战部长的马兰金，任基辅军区副参谋长，他在参谋长普尔卡耶夫的领导下，和时任作战部长的巴格拉米杨密切配合，利用有限时间抓紧备战，评价了国界掩护计划的全部重要性。

## 第二次世界大戰
苏德战争爆发后出任基辅特别军区副参谋长，组织战争动员和位于前线的物资的转移。8月起担任南方面军指挥机关筹建小组组长，后被任命为该方面军参谋长。9月的顿巴斯战役中，他被司令员德米特里·里亚贝舍夫中将派到第9集团军稳定节节后退的战线。10月到12月他协助新上任的司令员切列维琴科组织了罗斯托夫防御作战。1942年7月为了集中兵力应对德军对北高加索地区的进攻，南方方面军和克里米亚方面军撤销，共同组成北高加索方面军，布琼尼任司令员，安东诺夫任参谋长。北高加索方面军在之后的防御作战中消耗很大，9月被改组为黑海集群，划归外高加索方面军指挥，安东诺夫继续作为参谋长参与组织了高加索戰役，稳固了高加索地区的防线。
1942年11月总参谋长华西列夫斯基前往斯大林格勒前线，推荐安东诺夫担任副总参谋长兼作战部部长。安东诺夫到任以后，仔细了解部里的每个人，深入研究作战情况。当他对情况完全弄清以后，才开始向最高统帅部汇报。时任作战部副部长的什捷缅科回忆说“连那些最初抱怀疑态度的人也承认，新作战部长的人选非常合适。他逐渐停止了我们过去在接待室里的混乱现象”，但斯大林对这个新人将信将疑，派他先到沃罗涅日方面军配合华西列夫斯基工作。
1943年1月到3月底安东诺夫作为最高统帅部代表到沃罗涅日方面军，布良斯克方面军深入了解情况，提出进一步使用其兵力的具体建议。他和华西列夫斯基一起工作了解了消耗较大的沃罗涅日方面军和布良斯克方面军的情况，得出了对于奥廖尔—库尔斯克这一当时极为重要的方向上战事进一步发展前景的正确判断。4月他又和总后勤部部长赫鲁廖夫一起后到中央方面军考察，接受了罗科索夫斯基的建议，在库尔斯克突出部后方建立了预备队方面军，即后来的草原方面军。
1943年安东诺夫获得一級上将军衔，专任副总参谋长，由于总参谋长华西列夫斯基经常在前线，安东诺夫相当于代理其总参谋长职务。参与制定和组织实施库尔斯克会战的计划，朱可夫在回忆中称赞安东诺夫说：“А·И·安东诺夫除了其他各种优点外，还具有编写和绘制材料的惊人能力。我和华西列夫斯基还在拟制向斯大林汇报的计划，他已经准备好情况图和各方面军在库尔斯克突出部的行动计划图。”对于瓦图丁和赫鲁晓夫的在库尔斯克地域先发制人的观点，安东诺夫代表总参谋部表示不赞成，最终促成了先反突击再进攻方案的实施。随后参与了大纵深作战理论的典范战役：“巴格拉季昂行动”的策划。

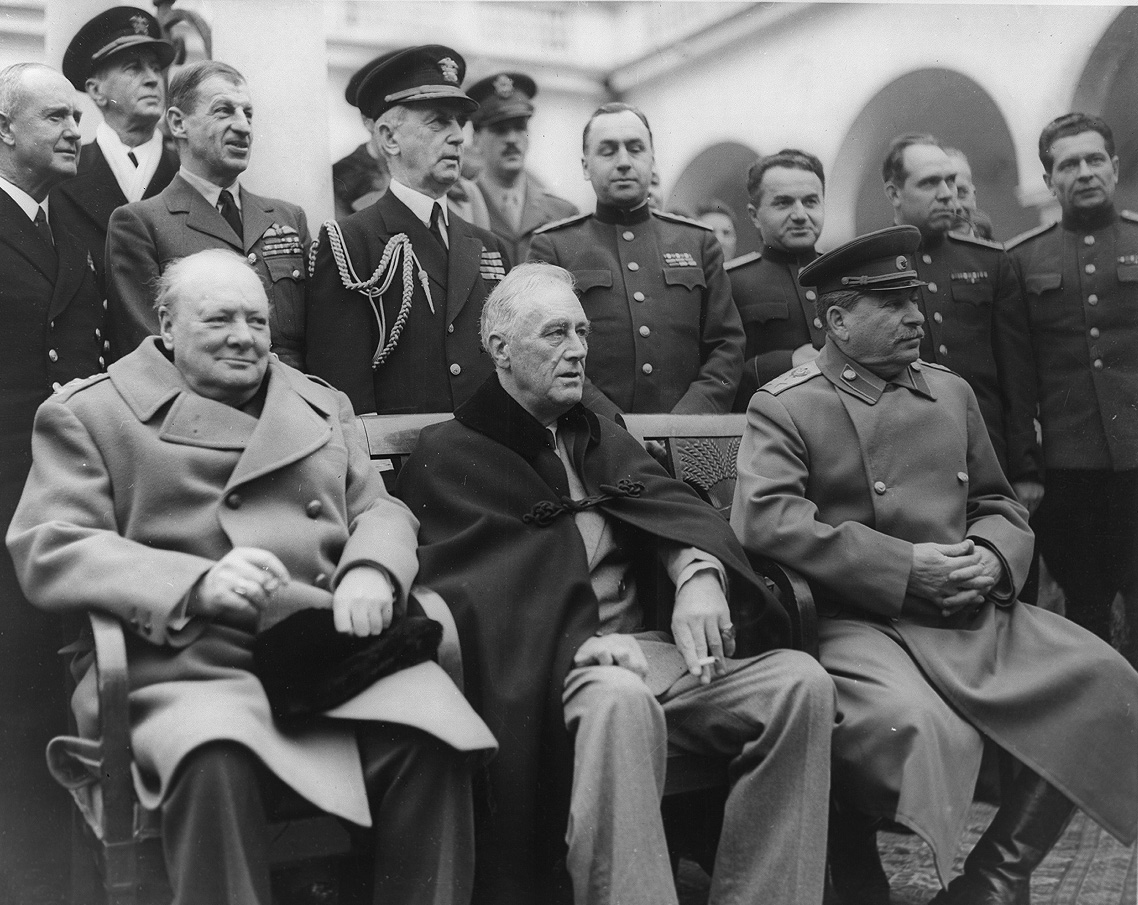
雅尔塔会议上的安东诺夫（后排站立者中右数第四位）

1945年2月上旬安东诺夫作为苏联代表团的军事代表，出席了雅尔塔会议，作了苏军波兰前线局势的报告，和乔治·马歇尔、艾伦·布鲁克等人进行了参谋长会谈。不久在东普鲁士前线的华西列夫斯基请求辞去总参谋长职务，让安东诺夫接任，斯大林正在犹豫之中时，白俄罗斯第3方面军司令伊万·丹尼洛维奇·切尔尼亚霍夫斯基上将负伤去世，斯大林命令华西列夫斯基接掌该方面军，安东诺夫升任总参谋长，并成为最高统帅部大本营成员。随后安东诺夫参与制定和实施维斯瓦河-奥德河攻势、柏林战役、远东战役的作战计划，还组织了胜利阅兵式，同年7到8月间安东诺夫出席波茨坦会议。

## 战后与评价
二战后，安东诺夫重新成为华西列夫斯基的助手，但任第一副总参谋长。1950年至1954年外放，担任外高加索军区司令。1954年4月调回莫斯科，重新副总参谋长，协助瓦西里·索科洛夫斯基工作。1955年任华沙条约联合武装部队参谋长，一直担任此职到逝世,参与了苏联镇压1956年匈牙利革命的决策。1955年，安东诺夫的原配妻子去世，繁重的工作和妻子去世损害了他的健康。1956年他和著名芭蕾舞演员，苏联人民艺术家奧爾加·列佩申斯卡婭结婚，无子女。去世后葬于克里姆林宫红场墓园。他是苏联第二至第六届最高苏维埃代表。获列宁勋章3枚，红旗勋章4枚，一级苏沃洛夫勋章2枚，一级库图佐夫勋章和一级卫国战争勋章各1枚，外国勋章14枚，奖章多枚，但终生未曾获得苏联元帅军衔和苏联英雄称号。
安东诺夫是苏军参谋人员的杰出代表，对苏联军事学术的发展和参谋工作的制度化做出了很大贡献。什捷缅科曾回忆道“最高统帅在安东诺夫的协助下，为总参谋部建立了一套严格的，但整个说来，却是必不可少的、切实可行的工作制度。这个制度保持了多年。”。他很受斯大林的尊重，敢于坦率直言，报告始终能如实反映情况，必要时甚至敢于反对斯大林的意见。安东诺夫还常作为大本营代表前往前线了解情况和协调各部队间的行动，苏军的其他名将如朱可夫、科涅夫、罗科索夫斯基均对他的人品、专业知识和能力予以好评。